# Neamia
Neamia – rodzaj ryb z rodziny apogonowatych. 

## Klasyfikacja
Gatunki zaliczane do tego rodzaju:
- Neamia articycla
- Neamia notula
- Neamia octospina
- Neamia xenica